# ابن صوفی
نجم‌الدين‌ ابوالحسن‌ على‌ بن‌ ابوالغنائم‌ محمد معروف به ابن صوفی (متولد ح. 390 قمری / ح. 1000 میلادی در بصره، متوفی ح. 460 قمری / ح. 1068 میلادی در موصل) نسب‌شناس برجسته شیعه بود. وی مؤلف کتاب تاریخی نسب‌شناسی معروف عربی با نام «المجدی فی انساب الطالبیین» (به عربی: ألمَجدی فی أنسابِ الطّالبیّین، ت.ت. 'تقدیم به مجدی: در بیان شجرنامه قوم طالبیین') بوده است.

## زندگی و نسب
ابن صوفی در بصره به دنیا آمده است و در همان جا نیز بزرگ شده است. به دلیل نَسَبَش که به پدربزرگش «عُمَر الاَطرف» فرزند امام اول شیعیان «علی»، معروف‌ به‌ «ابن‌ تغلبیه» می‌رسد، ابن صوفی به نام‌های «عُمَری» و «عَلَوی» معروف بوده است.
پدر ابن صوفی، «ابوالغنائم محمد» معروف به «ابن مهلبیه» از بزرگان علم نسب‌شناسی به شمار می‌رفته است. در واقع نسب‌شناسی و شجره‌نامه‌نویسی در خاندان ابن صوفی مرسوم بوده است و حتی جد ششم او «محمد صوفی» که ابن صوفی را به او نسبت می‌دهند و به دستور هارون‌الرشید (پنجمین خلیفه از امپراتوری عباسی) کشته شد، سابقه طولانی در علم شجره‌نامه‌نویسی داشت و نسب‌شناس بود.
به نظر می‌رسد که ابن صوفی، اگر نگوییم تمام وقت خود را، ولی بیشتر اوقات خود را در بغداد به سر می‌برده است. به ویژه بین سال‌های ۴۰۷ تا ۴۲۰ قمری (۱۰۱۶ تا ۱۰۲۹ میلادی) که در بغداد رفت و آمد داشته است. در نهایت، ابن صوفی در سال ۴۲۳ قمری (۱۰۳۲ میلادی) از بصره به موصل مهاجرت کرده است و در آنجا ازدواج کرده و ساکن همان جا شده است.
ابن صوفی در هنگام نوشتن شجره‌نامه زید بن علی، از مکتب شیعه دوازده‌امامی به عنوان فرقه خود یاد کرده است. بنا به گفته ابن طقطقی (مورخ برجسته) در کتابش «الاصیلی»، ابن صوفی در موصل از دنیا رفته است.

## تحصیلات
چنان که خود ابن صوفی می‌گوید او از کودکی به فراگیری علوم مختلف به ویژه علم نسب‌شناسی پرداخته است و از محضر اساتید بزرگی بهره برده است. سید بن طاووس (فقیه، متکلم، مورخ و منجم شیعه) ابن صوفی را برترین نسب‌شناس زمان خود معرفی کرده است و به گفته ابن عنبه (مورخ و نسب‌شناس برجسته شیعه) نوشته‌های ابن صوفی در زمینه نسب‌شناسی، سندهایی معتبر به حساب می‌آمده است. ابن صوفی برای کسب تجربه و دانش در علوم مختلف به ویژه علم نسب‌شناسی به سرزمین‌ها و شهرهای زیادی سفر کرده است. از جمله شهرها و سرزمین‌هایی که ابن صوفی برای کسب دانش به آن‌ها سفر کرده است عبارتند از رمله، نصیبین، شام، میافارفین، مصر، عمان، کوفه و عكبرا. ابن صوفی را برخی از مورخان، به عنوان ادیب، شاعر و فقیه نیز معرفی کرده‌اند.

## استادان وی
در کتابهای مختلف تاریخی شیعی، نام ۲۰ تن از استادان ابن صوفی برده شده است. ابن صوفی در کتابش «المجدی فی انساب الطالبیین» (به عربی: ألمَجدی فی أنسابِ الطّالبیّین، ت.ت. 'تقدیم به مجدی: در بیان شجرنامه قوم طالبیین') نیز نام برخی از استادان خود را ذکر کرده است. از اساتید برجسته ابن صوفی می‌توان به افراد زیر اشاره کرد:
- ابوالحسن محمد، مشهور به العُبَیْدُلی
- ابوالغنائم محمد، پدر خود ابن صوفی
- ابو عبدالله حسین بن محمد بن طباطبایی علوی
- ابو علی ابن شهاب عُکبری
- ابو عبدالله حمویه
- ابو علی قطان مقری
- ابن کتیله حسینی

     و
- ابن خداع مصری

ابن صوفی معاصر با سید مرتضی علم‌الهدی (از بزرگ‌ترین علمای شیعه عصر خود) بوده است. ابن صوفی در سال ۴۲۵ قمری (۱۰۳۴ میلادی) در بغداد با وی ملاقات کرده است. به گفته سید علی خان مدنی (از عالمان شیعه) ابن صوفی مدتی زیر نظر سید مرتضی علم‌الهدی تحصیل کرده و از او و برادر او سید رضی، حدیث‌هایی نقل کرده است، اما خود ابن صوفی به این موضوع اشاره‌ای نکرده است.

## آثار وی
نوشته‌های ابن صوفی بیشتر در زمینه نسب‌شناسی و شجره‌نامه‌نویسی اسلامی شهرت دارند. از جمله آثار وی، می‌توان به موارد زیر اشاره کرد:
- المجدی فی انساب الطالبیین, به عربی: ألمَجدی فی أنسابِ الطّالبیّین‎، ت.ت. 'تقدیم به مجدی: در بیان شجرنامه قوم طالبیین'
این کتاب، مهم‌ترین کتاب ابن صوفی است که در بررسی نسب و شجره‌نامه خاندان پیامبر اسلام محمد و امامان شیعه نوشته شده است. ابن صوفی در سال ۴۴۳ قمری (۱۰۵۱ میلادی) به مصر سفر کرد. در آن زمان امپراتوری فاطمیان روی کار بود. ابن صوفی هم برخی از آثار خود را به «مجدالدوله ابوالحسن احمد» (رئیس بیت‌الحکمه آن زمان) تقدیم و معرفی کرد. «ابوطالب محمد» پسر «مجدالدوله ابوالحسن احمد» از ابن صوفی خواست تا کتاب مختصری در زمینه نسب‌شناسی بنویسد. ابن صوفی نیز به پاس احسان «مجدالدوله» این کتاب را به او نسبت داد و در عبارت اول نام کتاب «المجدی» به معنای «منسوب به مجدی» یا «تقدیم به مجدی» را آورد، برای همین این کتاب با نام «المجدی» در بین علما شهرت یافته است. «ابن طباطبا» (یکی از امامان مکتب زیدیه)، معاصر ابن صوفی، اولین کسی بوده که از کتاب «المجدی فی انساب الطالبیین» یاد کرده است. این نشان می‌دهد که این کتاب در زمان حیات مؤلف از شهرت و اعتبار فراوانی برخوردار بوده است. کتاب «المجدی فی انساب الطالبیین» در بیان نسب‌شناسی پیامبر اسلام محمد و امامان شیعه تا خاندان محمد تقی (از نوادگان پیامبر اسلام محمد و نهمین امام از دوازده امام شیعه) و فرزندان و نوادگان آنان نوشته شده است. ابن صوفی همچنین مکاتب نسب‌شناسان آن زمان و اختلاف نظر آنان را نیز در این کتاب ذکر کرده است. این کتاب از آثار کهن و معتبر علم نسب‌شناسی اسلامی است و برخی از بزرگان از جمله سید بن طاووس (فقیه، متکلم، مورخ و منجم شیعه) بر آن شرح نوشته‌اند. کتاب «المجدی فی انساب الطالبیین» در سال ۱۳۶۸ خورشیدی (۱۴۰۹ قمری) توسط احمد مهدوی دامغانی (متکلم، مجتهد، نویسنده و پژوهشگر ایرانی، کارشناس ادبیات فارسی و عرب، و استاد پیشین دانشگاه تهران و دانشگاه هاروارد) در قم ویرایش و باز نشر شده است.
- الرسائل, به عربی: اَلرَّسائِل‎, ت.ت. 'پیام‌ها'
در زمینه علم نسب‌شناسی.
- الشافی, به عربی: الشّافِی‎, ت.ت. 'شفا دهنده'
در زمینه علم نسب‌شناسی. به نقل از ابن طقطقی، این کتاب در دو بخش نوشته شده است که بخش اول آن به بیان شجره‌نامه سلسله عباسی و بخش دوم آن به بیان شجره‌نامه فرزندان امام اول شیعیان علی، اختصاص دارد. هیچ نسخه یا نمونه‌ای از این کتاب هنوز به دست نیامده است.
- العیون, به عربی: العُیُون‎, ت.ت. 'چشم‌ها'
در زمینه علم نسب‌شناسی.
- المبسوط, به عربی: اَلمَبسُوط‎, ت.ت. 'گسترده'
در زمینه علم نسب‌شناسی. «المبسوط» به گفته ابن طقطقی کتابی بزرگ در چند جلد بوده است. ابن طقطقی این کتاب را به خط خود ابن صوفی دیده و از آن نقل قول کرده است.
- المشجر, به عربی: اَلمُشَجَّر‎, ت.ت. 'شجره‌نامه‌ها'
در زمینه علم نسب‌شناسی.

## همچنین ببینید
- ابن عنبه
- ابن اسحاق
- سید احمد خوانساری
- امامزاده علی بن جعفر
- میرزا جوادآقا تهرانی
- محمدعلی ناصری
- محمدعلی شاه‌آبادی
- محمدجواد انصاری همدانی
- سید ابوالحسن شمس‌آبادی
- صلوات
- عمدة الطالب
- عبارت‌های دعایی در اسلام
- مکاشفه (مذهب)
- سید محمد بهبهانی
- آقا حسین خوانساری
- احمد بن عیسی بن زید
- احمد بن اسحاق
- آقا نجفی قوچانی
- اطلس شیعه
- دعای صباح
- شب احیا
- بهاءالدین بن شداد